# Alpnach
Alpnach je obec ve švýcarském kantonu Obwalden. Leží přibližně 5 kilometrů severně od hlavního města kantonu, Sarnenu, v nadmořské výšce 464 metrů. Žije zde přibližně 6 000 obyvatel. Leží na břehu jezera Alpnachersee pod horou Pilatus.

## Geografie
Obec leží v širokém údolí Sarneraatal v nadmořské výšce 464 m. Nejnižším bodem je hladina jezera Alpnachersee (434 m n. m.), nejvyšším bodem je vrchol Tomlishorn ve výšce 2128 m n. m. Alpnachem protékají řeky Kleine Schliere a Grosse Schliere. Z celkové rozlohy 56,98 km² připadá asi 2,645 km² na lesy a 0,936 km² na zemědělství.
Z celkové rozlohy obce tvoří pouze 5,0 % území osídlení. Velkou část území obce, 54,1 %, pokrývají lesy. Velká plocha 32,1 % je využívána zemědělsky, často jako vysokohorské pastviny. 8,8 % plochy pak tvoří neproduktivní oblasti (většinou hory a jezera).
V průběhu 19. století byl Alpnach samostatnou obcí, avšak ve 20. století byl sloučen s ostatními okolními obcemi Haufendorf, Alpnachstad a Schoried.

## Historie

Letecký pohled na Alpnach (1967)

Římské osídlení bylo prokázáno nálezem pozůstatků panského domu v lokalitě Uechtern jihozápadně od obce. V letech 1913 až 1914 zde byly objeveny základové zdi čtyř budov římské venkovské vily. Toto místo bylo osídleno od 1. do 3. století. Místní jméno in Alpenacho, které se poprvé objevuje v 11. století v kopii listiny pocházející z doby okolo roku 870, je proto připisováno latinskému základu Albiniacum/Alpiniacum.
V roce 881 daroval Donatus Recho svůj statek v Alpnachu benediktinům v Lucernu. V roce 1036 daroval hrabě Ulrich z Lenzburgu svůj majetek v Alpnachu opatství Münster (dnes Beromünster). K dalším majitelům v té době patřili baroni z Wolhusenu, habsburská hrabata, kláštery v Murbachu a klášter Engelberg (dnes přenesený do Sarnenu). Alpnach ležel na důležité dopravní ose z Lucernu přes průsmyky Brünig a Grimsel na sever Itálie.
V roce 1368 odkoupili církevní hodnostáři z Alpnachu od hraběnky Margarethe von Strassberg, baronky z Wolhusenu, všechny daně, poplatky, dvory a práva, která v Alpnachu měla. Založili tak tzv. kostelní obci (Kirchgenossengemeinde), která měla do roku 1850 politickou moc, poté spravovala svůj majetek (obec, lesy, Alpy) jako občanské společenství a od roku 1998 jako společnost. Tento majetek byl v roce 1427 rozdělen mezi dvě korporace, které v letech 1487 a 1498 vydaly svá první nařízení, tzv. Einungen. První zmínka o kostele pochází z roku 1173 (patronát Marie, později Marie Magdalény). Patronát nad městem měly kláštery Beromünster a Murbach-Luzern, ve 13. století pouze Murbach-Luzern, v letech 1291–1460 Habsburkové.

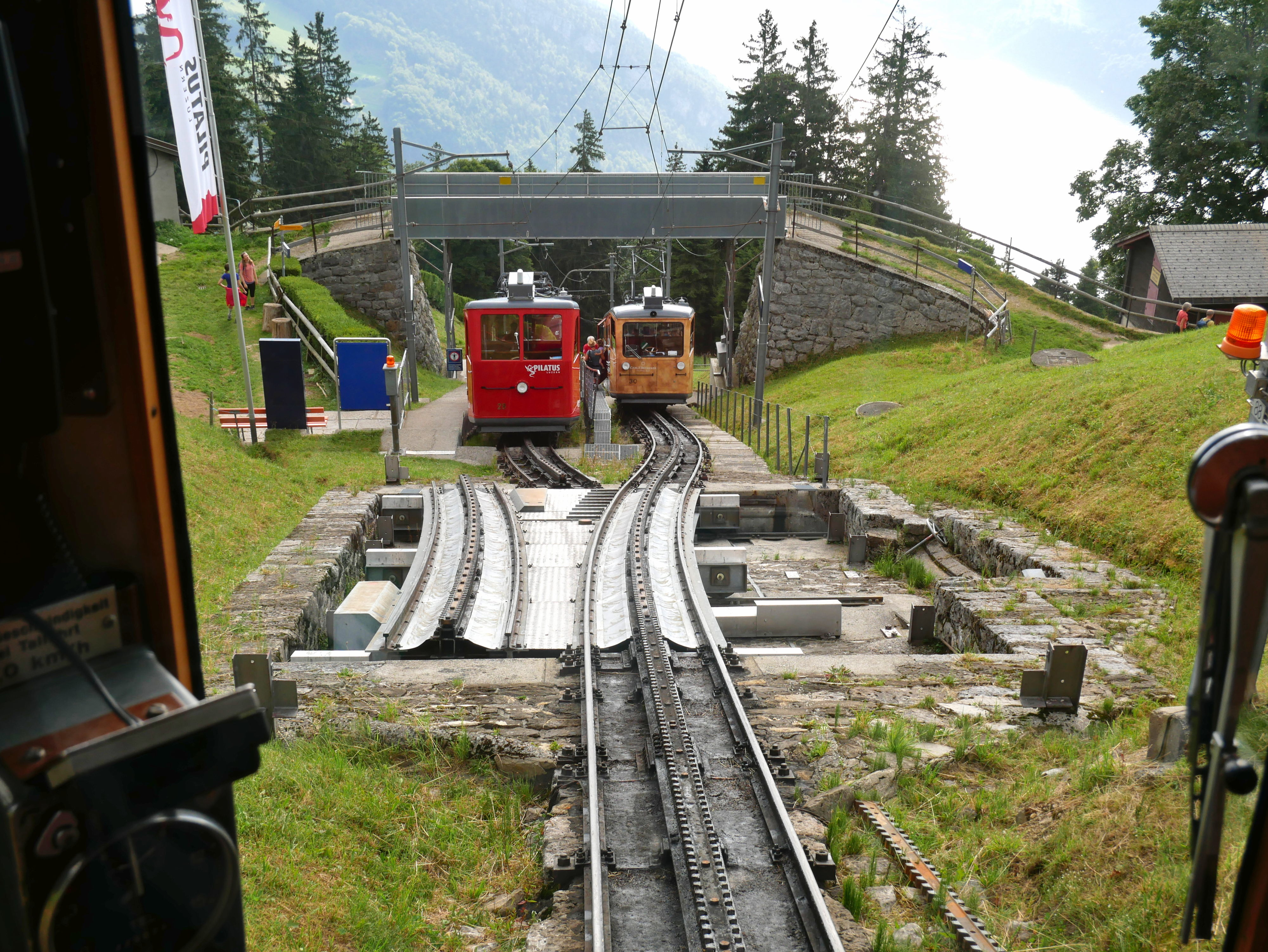
Pilatusbahn

V noci z 27. na 28. srpna 1802 byly u vesnice Alpnachstad překvapeny a poraženy helvétské oddíly obyvateli kantonu Unterwalden.
Současný novoklasicistní farní kostel byl vysvěcen v roce 1821. Silnice do Lucernu byla otevřena v roce 1861. Kolem poloviny 18. století začalo vystěhovalectví do zámoří; reformovaní Haslitalové převzali opuštěné horské statky a v roce 1872 postavili v Alpnachu první reformovaný kostel v katolické části Švýcarska. Vypořádání starých užívacích práv v oblasti Alpnach Ried v roce 1887 umožnilo od počátku 20. století rozsáhlé meliorace. Nárůst počtu obyvatel v roce 1888 byl způsoben velkým počtem cizinců při stavbě železničních tratí Brünigbahn (1888–1889) a Pilatusbahn (1889), zatímco nárůst kolem roku 1910 je způsoben rozmachem chalupářství (výroba slaměných klobouků), výrobou parket (od roku 1865) a otevřením lomu Guber (1903). Po druhé světové válce byla venkovská hospodářská struktura vytlačena silným obchodem (stavebnictví, zpracování dřeva, od roku 1966 standardní továrna na nábytek). Vojenské letiště, které bylo uvedeno do provozu v roce 1940, slouží od roku 1964 jako základna armádních vrtulníků.
Cestovní ruch zde započal postavením hotelu Bellevue a organizováním výprav od roku 1863 na vrchol Pilatusu, které byly zprvu organizovány pěšky, na nosítkách nebo na mulách. Velký rozmach zaznamenala turistika otevřením ozubnicové tratě Pilatusbahn.

## Obyvatelstvo

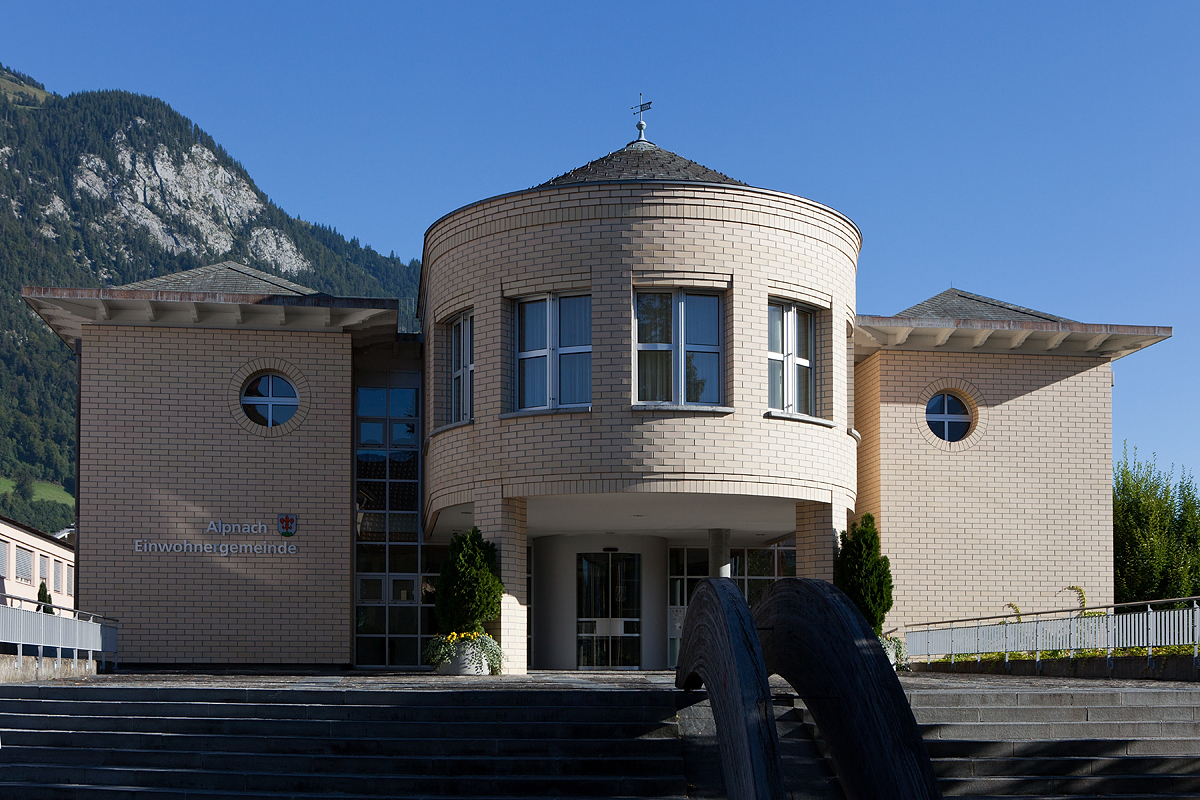
Radnice

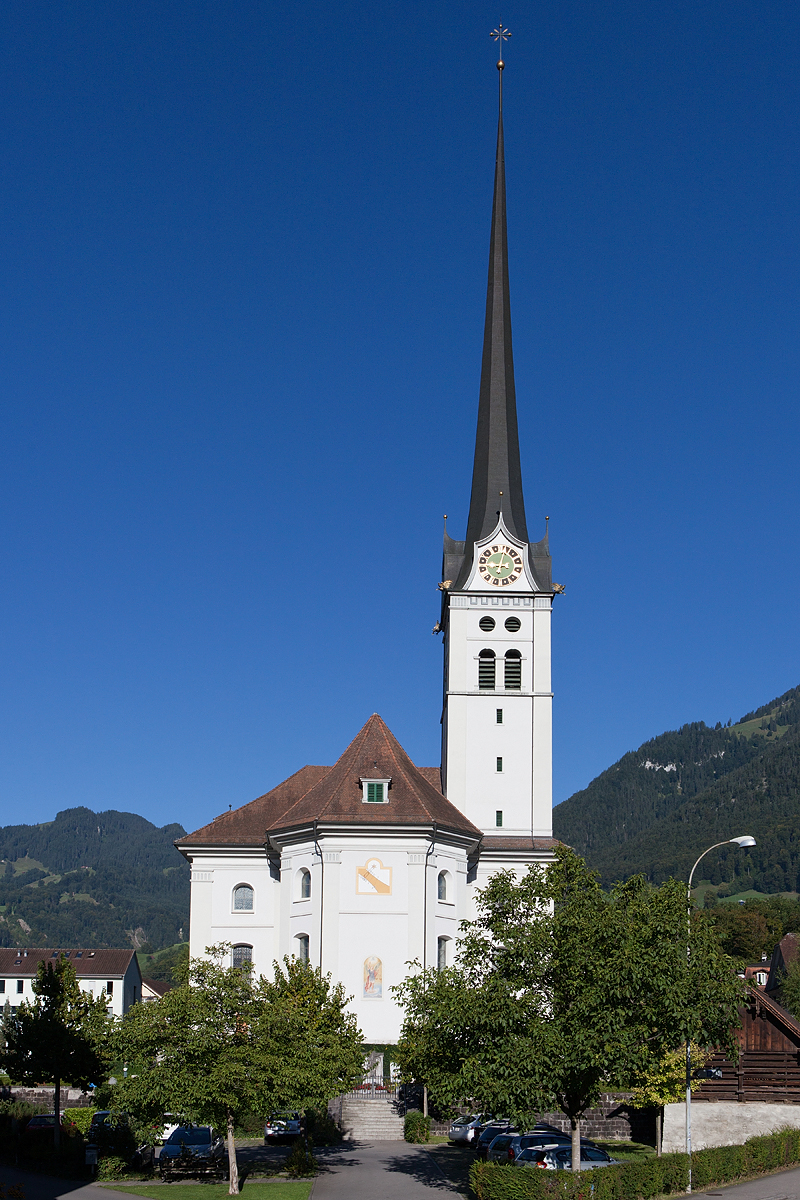
Katolický kostel v Alpnachu

K 31. prosinci 2021 v obci žilo 6125 obyvatel.

### Vývoj populace
V letech 1799–1850 počet obyvatel obce výrazně vzrostl, a to o 40,2 %. Důvodem byl silný přebytek narozených dětí. V letech 1850–1860 proběhla jediná vlna vystěhovalectví v novodobé historii, počet obyvatel v tomto období klesl o 7,8 %. V letech 1870 a 1880 se počet obyvatel vrátil na úroveň roku 1850. Výstavba dráhy Brünigbahn v letech 1888–1889 a výstavba trati na Pilatus v roce 1889 vedly k rozmachu cestovního ruchu. Díky lepšímu dopravnímu spojení vznikly první průmyslové podniky. To vedlo k trvalému růstu počtu obyvatel od roku 1890. Pouze v desetiletí 1960–1970 nastala krátká fáze stagnace.
V současnosti je počet obyvatel více než třikrát vyšší než v roce 1900, od roku 1900 do roku 2010 se zvýšil o 213 %. Důvodem nárůstu bylo zlepšení služeb veřejné dopravy a zejména výstavba dálnice A8. To vedlo k založení a usazení mnoha společností. Obec se stala atraktivní i pro dojíždějící, protože se nachází v blízkosti Sarnenu, hlavního města Obwaldenu, a Lucernu.
| Vývoj počtu obyvatel | Vývoj počtu obyvatel | Vývoj počtu obyvatel | Vývoj počtu obyvatel | Vývoj počtu obyvatel | Vývoj počtu obyvatel | Vývoj počtu obyvatel | Vývoj počtu obyvatel | Vývoj počtu obyvatel | Vývoj počtu obyvatel | Vývoj počtu obyvatel | Vývoj počtu obyvatel | Vývoj počtu obyvatel | Vývoj počtu obyvatel | Vývoj počtu obyvatel | Vývoj počtu obyvatel | Vývoj počtu obyvatel | Vývoj počtu obyvatel | Vývoj počtu obyvatel | Vývoj počtu obyvatel |
| -------------------- | -------------------- | -------------------- | -------------------- | -------------------- | -------------------- | -------------------- | -------------------- | -------------------- | -------------------- | -------------------- | -------------------- | -------------------- | -------------------- | -------------------- | -------------------- | -------------------- | -------------------- | -------------------- | -------------------- |
| Rok                  | 1799                 | 1850                 | 1860                 | 1870                 | 1880                 | 1888                 | 1900                 | 1910                 | 1920                 | 1930                 | 1941                 | 1950                 | 1960                 | 1970                 | 1980                 | 1990                 | 2000                 | 2010                 |                      |
| Počet obyvatel       | 1157                 | 1622                 | 1495                 | 1639                 | 1664                 | 1901                 | 1779                 | 2091                 | 2057                 | 2552                 | 2714                 | 3022                 | 3211                 | 3277                 | 3556                 | 4215                 | 4932                 | 5568                 |                      |

### Jazyky
Téměř všichni obyvatelé mluví německy jako každodenním hovorovým jazykem, a to místním alemanským dialektem, zvaným Obwaldnerdeutsch. Při sčítání lidu v roce 2000 uvedlo 89,7 % obyvatel jako svůj hlavní jazyk němčinu, 2,25 % albánštinu a 1,78 % portugalštinu.

### Národnostní složení
Z celkového počtu 6 031 obyvatel bylo na konci roku 2018 5 120 (84,89 %) švýcarských státních příslušníků. Většina přistěhovalců pochází ze střední Evropy (Německo, Nizozemsko, Maďarsko a Rakousko), jižní Evropy (Portugalsko, Itálie a Španělsko), bývalé Jugoslávie (Srbsko, Černá Hora, Kosovo, Chorvatsko a Bosna a Hercegovina), Turecka a Asie (Srí Lanka, Afghánistán, Sýrie, Čína, Indie a Thajsko). Při sčítání lidu v roce 2000 mělo 4 247 osob (86,11 %) švýcarské občanství, z toho 168 osob mělo dvojí občanství.

## Zajímavosti
Mezi zajímavosti Alpnachu patří zejména Pilatusbahn, ozubnicová dráha na vrchol Pilatusu, začínající v místní části Alpnachstad. Další zajímavostí je římské panské sídlo a ruční tiskárna.
Zdejší farní kostel má sochařskou výzdobu od Franze Abarta.